# Personal computer

Rappresentazione grafica di un computer desktop.

Un personal computer (dalla lingua inglese, in italiano letterale “calcolatore personale” oppure “elaboratore personale”, solitamente abbreviato in PC) è un qualsiasi computer che si presti all'utilizzo personale e alla personalizzazione da parte dell'utente nell'utilizzo quotidiano. L'espressione nasce negli anni 80 quando vengono messi in commercio i primi computer per il grande pubblico. Infatti precedentemente i calcolatori erano inaccessibili alla gente comune per via delle ingenti dimensioni e del prezzo elevato, e venivano acquistati principalmente da ricercatori o da grandi aziende.
Solitamente un PC è composto da una CPU (unità centrale di elaborazione) che racchiude i circuiti per le operazioni aritmetiche, logiche e di controllo; da due tipi di memoria: quella principale, come la RAM, e quella ausiliaria, come dischi rigidi magnetici e supporti ottici di sola lettura (ad esempio CD-ROM e DVD-ROM); infine, da periferiche come monitor, tastiera, mouse e stampante.
Il software rappresenta l'insieme di istruzioni che permettono a un computer di eseguire operazioni specifiche. Comprende programmi, procedure e routine necessarie al funzionamento di un sistema informatico. Il termine è stato introdotto per differenziare il software, ovvero le parti immateriali del computer, dall'hardware, ossia i suoi componenti fisici. Quando l'hardware viene diretto a compiere un compito specifico, lo fa seguendo le istruzioni di un programma software.

## Storia
La storia del computer inizia con il desiderio umano di sviluppare strumenti per il calcolo e l'elaborazione delle informazioni. Le sue origini possono essere suddivise in alcune tappe fondamentali.

### Gli antichi strumenti di calcolo
L'abaco è uno dei primi strumenti di calcolo, risalente circa al 2400 a.C. Utilizzato in diverse culture, serviva per eseguire operazioni aritmetiche. Nel Medioevo, strumenti come l'astrolabio venivano utilizzati per misurazioni astronomiche e calcoli complessi.

### I precursori meccanici
Inventata nel 1642 da Blaise Pascal, la Pascalina è considerata la prima calcolatrice meccanica, capace di eseguire somme e sottrazioni. Nel 1673 Leibniz sviluppò una macchina in grado di moltiplicare e dividere, un'evoluzione rispetto alla Pascalina.

### L'età dell'automazione
Il telaio di Joseph-Marie Jacquard (1801) fu il primo sistema di controllo tramite schede perforate, utilizzato per automatizzare il tessuto dei disegni complessi. La "Macchina Analitica" progettata nel 1837 da Charles Babbage, è considerata il primo concept di computer programmabile; sebbene non sia mai stata costruita, il progetto includeva componenti come una "unità centrale" e una memoria. Ada Lovelace, collaboratrice di Babbage, scrisse algoritmi per la Macchina Analitica ed è considerata la prima programmatrice della storia.

### Il calcolo elettrico ed elettronico
Negli anni '30, macchine come il Mark I di Harvard combinavano tecnologia meccanica ed elettrica. ENIAC  fu il primo computer elettronico digitale universale, progettato da John Presper Eckert e John Mauchly nel 1945: utilizzava valvole elettroniche per eseguire calcoli complessi.

### La rivoluzione del transistor e del circuito integrato
Inventato da Bell Labs nel 1947, il transistor sostituì le valvole, rendendo i computer più piccoli ed efficienti. Nel 1958 i circuiti integrati permisero di miniaturizzare ulteriormente i componenti, gettando le basi per i computer moderni.

### Il personal computer e l'era digitale

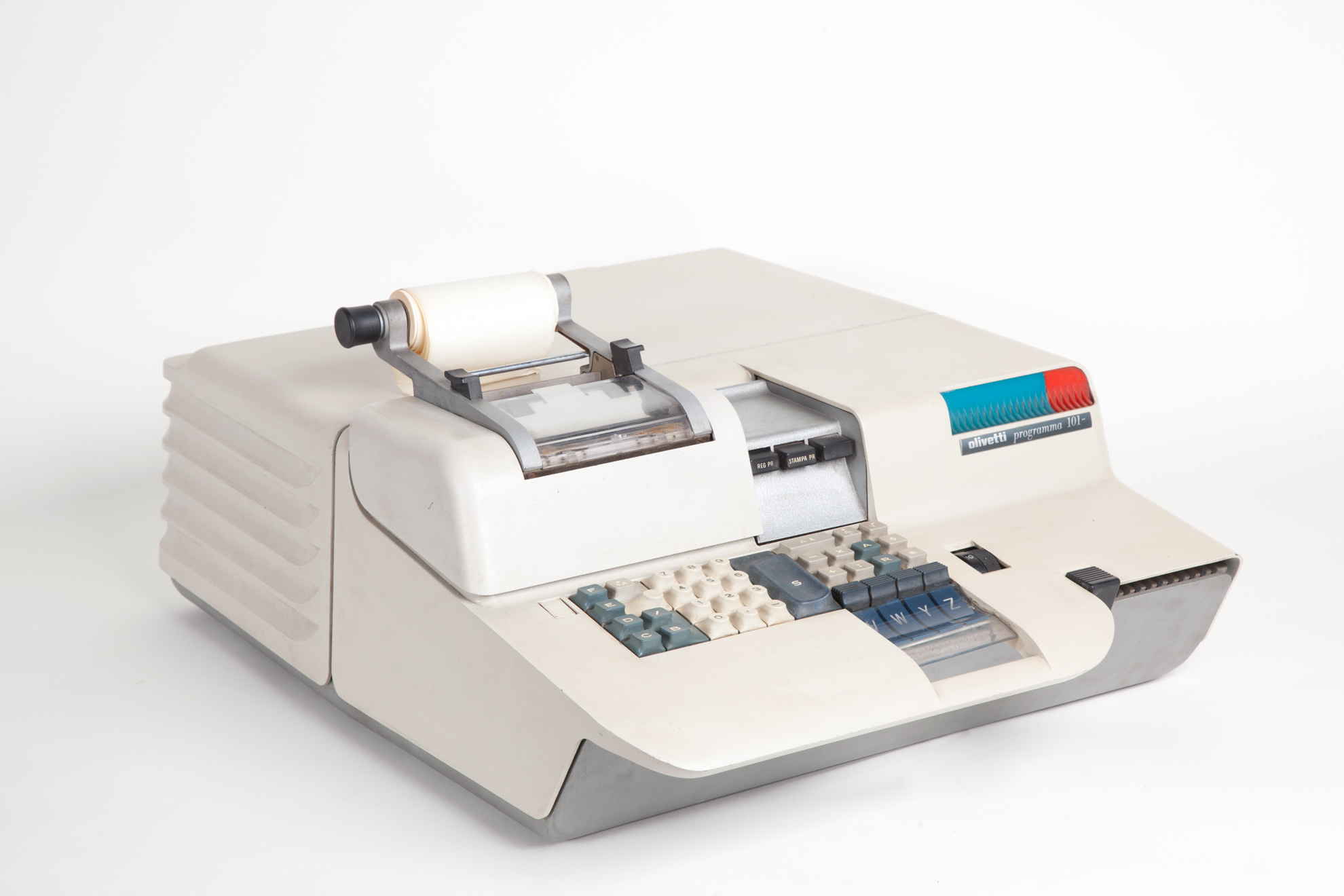
Olivetti Programma 101

L'inizio della storia dell'informatica distribuita, con macchine programmabili da tavolo definibili personal computer, può collocarsi all'inizio degli anni 1960. Al di là dei diversi pareri sulla primogenitura, la Olivetti Programma 101, progettata dall'ingegnere Pier Giorgio Perotto negli anni 1962-1964, è stata considerata rivoluzionaria ed è indubbiamente una pietra miliare tra le macchine elaborarici compatte. Priva di sistema operativo o di interfaccia grafica, poteva però già memorizzare i programmi su scheda magnetica.
(Pier Giorgio Perotto)
Il LINC (Laboratory Instrument Computer) è stato uno dei primi computer orientati al lavoro individuale e rappresenta una pietra miliare nella storia dei computer personali. Introdotto nei primi anni '60, fu progettato per essere utilizzato direttamente dai ricercatori in ambito accademico e scientifico. Questo sistema, ideato da Wesley Clark e Charles Molnar presso i Lincoln Laboratories, aveva dimensioni compatte e funzioni che lo rendevano un precursore del concetto di personal computer. L'accessibilità del LINC fu rivoluzionaria per il tempo, permettendo ai ricercatori di gestire autonomamente sia la programmazione che l'operatività del sistema, differenziandolo dai grandi computer centralizzati dell'epoca. All'inizio degli anni '70, sistemi come il LINC erano disponibili in contesti accademici e di ricerca, fornendo opportunità uniche per chi lavorava in quei settori, grazie alla loro flessibilità e funzionalità progettate specificamente per applicazioni scientifiche avanzate.

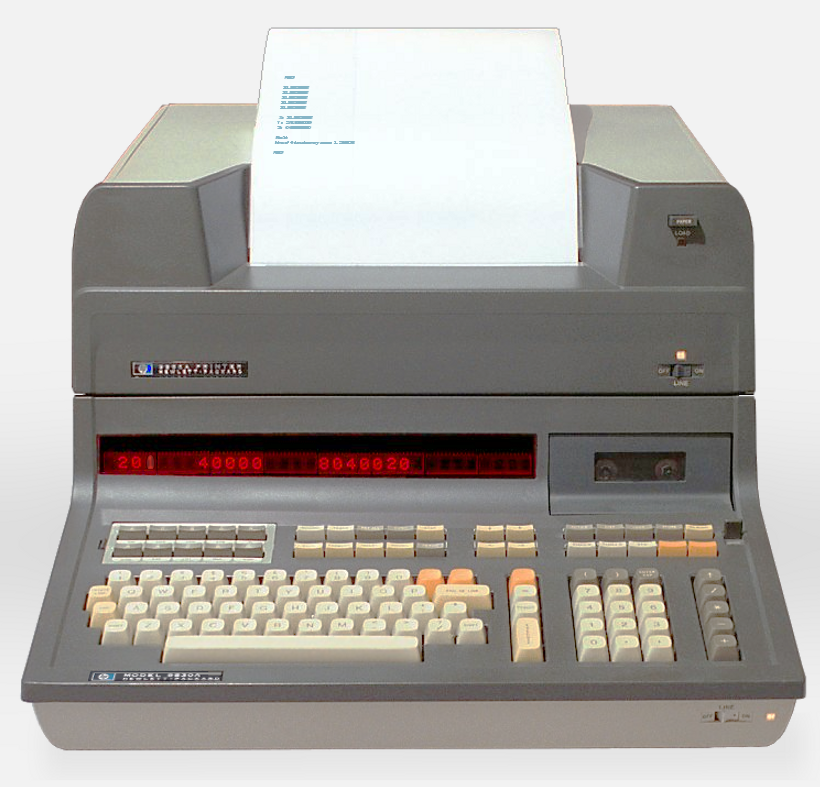
HP 9830A

Nello stesso decennio Hewlett-Packard introdusse dei computer programmabili nel linguaggio BASIC che potevano essere posizionati sopra una normale scrivania (serie HP 9800), includendo una tastiera, un piccolo display a una linea e una stampante.
Il Wang 2200, introdotto nel maggio del 1973, è stato uno dei primi computer desktop ad integrare un monitor CRT, una tastiera e un'unità di memoria a cassette in un unico cabinet. Progettato da Wang Laboratories, si distingue per essere tra i primi minicomputer in grado di eseguire elaborazioni dati utilizzando il linguaggio BASIC in modo interpretato. Questo linguaggio era particolarmente avanzato per l'epoca, offrendo funzionalità per la gestione di file, calcoli matematici complessi e controllo strutturato del flusso del programma. Il Wang 2200 utilizzava una progettazione basata su componenti discreti come chip TTL (Transistor-Transistor Logic), in un'architettura modulare che ne garantiva flessibilità e scalabilità. Nonostante una velocità di clock relativamente bassa di 500 kHz, era competitivo per applicazioni aziendali, grazie alla capacità di supportare fino a 16 workstation e dischi commerciali avanzati per l'epoca. Durante la sua vita, furono venduti circa 65.000 unità, rendendolo popolare tra le piccole e medie imprese. La sua evoluzione ha permesso l'aggiunta di sistemi per il collegamento in cluster fino a 240 postazioni di lavoro, un'innovazione notevole per i primi anni '80.

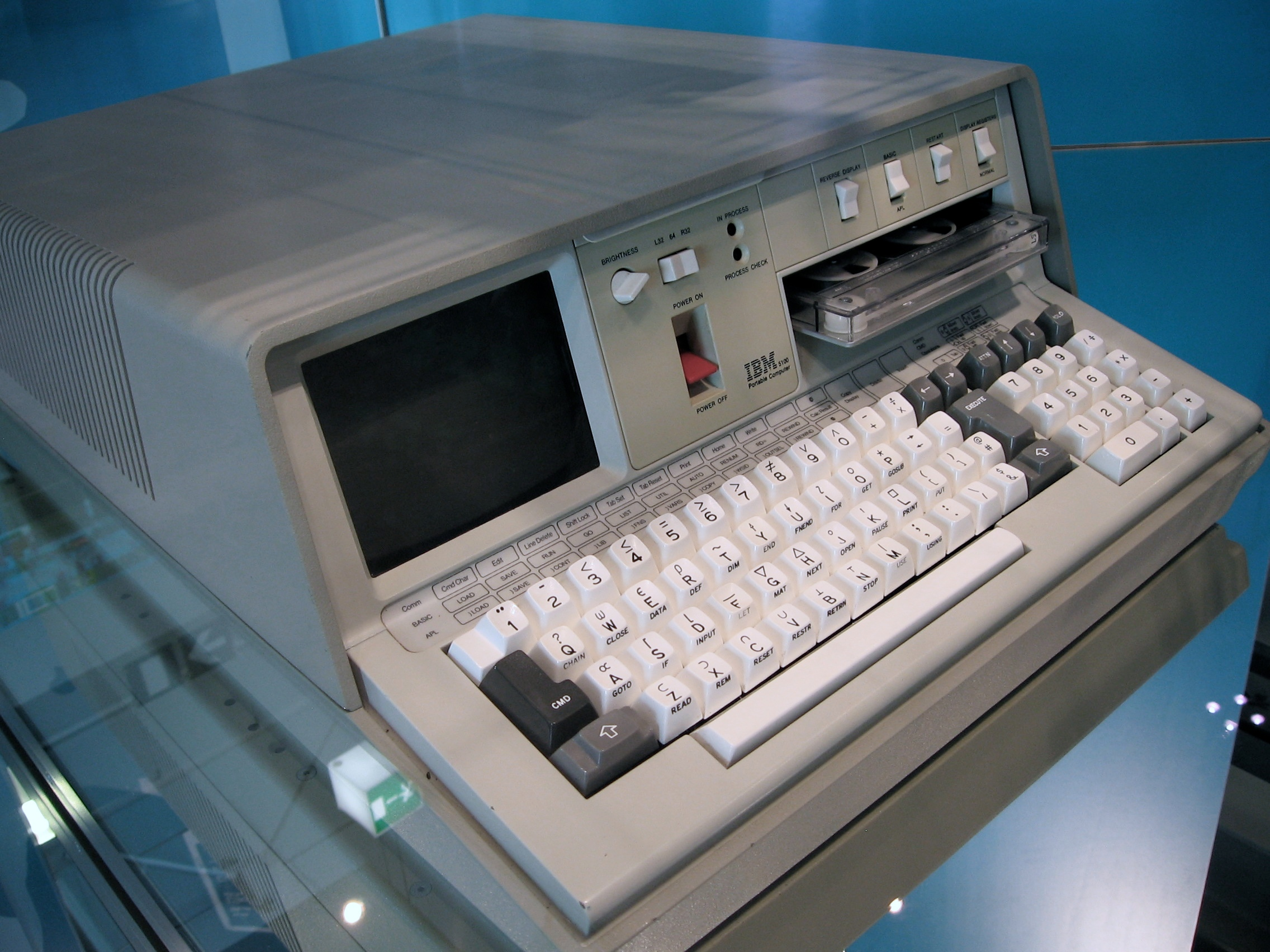
IBM 5100

L'IBM 5100 del 1975 aveva un piccolo display CRT e poteva essere programmato in BASIC e APL. Questi erano comunque ancora computer costosi specializzati, pensati per un utilizzo scientifico o d'azienda.

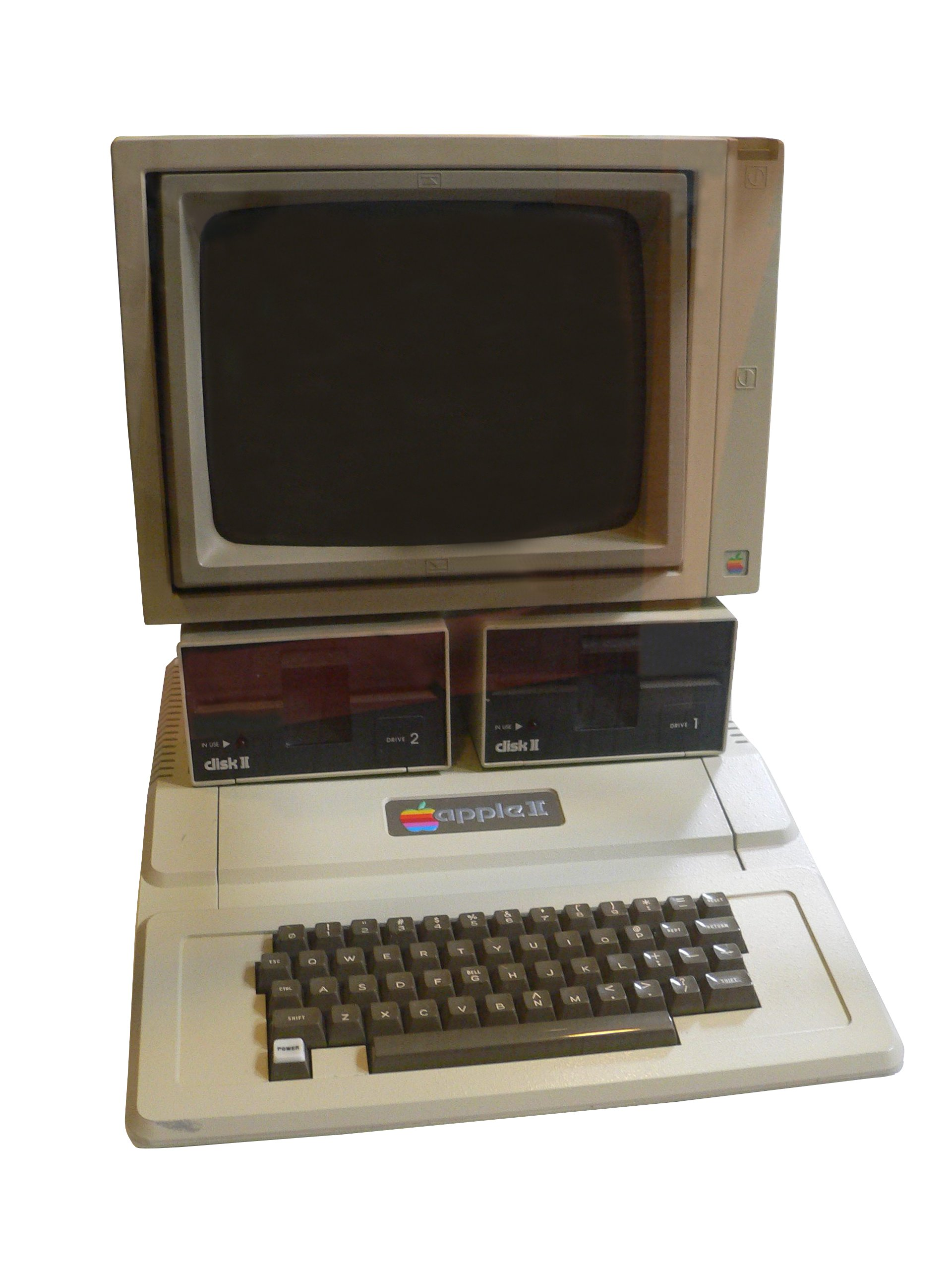
Apple II

L'introduzione del microprocessore, un singolo circuito integrato con tutta la circuiteria che prima occupava grossi cabinet, portò alla proliferazione dei personal computer dopo il 1975. I primi personal computer — generalmente chiamati microcomputer — erano spesso venduti in forma di kit e in volumi limitati, ed erano destinati in larga parte a hobbisti e tecnici. La programmazione era effettuata attraverso interruttori e l'output era fornito attraverso led presenti sul pannello frontale. Un uso pratico avrebbe richiesto periferiche come tastiere, terminali, disk drive e stampanti. 
Micral N fu il primo microcomputer commerciale, non venduto in kit, basato su un microprocessore, l'Intel 8008: fu presentato in Francia nel 1973 e furono vendute circa 90 000 unità. Due anni più tardi Michael Wise realizzò Sphere 1, considerato il primo computer di tipo moderno. All'inizio era venduto come kit, ma più tardi fu venduto interamente assemblato, con inclusa una tastiera, un tastierino numerico e un monitor.
L'Apple I, una semplice scheda madre completamente assemblata, è stato il primo computer prodotto da Apple e uno dei primi microcomputer personali della storia. Per renderlo operativo era necessario aggiungere un alimentatore, una tastiera e un display. Ideato da Steve Jobs e Steve Wozniak e progettato da quest'ultimo, fu presentato per la prima volta nell'aprile del 1976. Jobs e Wozniak ne assemblarono 50 unità per un ordine del Byte Shop di Paul Terrell, lavorando nel garage della famiglia Jobs.
I primi personal computer di successo per il mercato di massa furono il Commodore PET (presentato nel gennaio del 1977 e venduto a giugno), il TRS-80 (lanciato il 3 agosto 1977) di Radio Shack e il popolare Apple II (5 giugno 1977). I computer già assemblati venduti sul mercato di massa permisero a una più ampia categoria di persone l'utilizzo del computer, concentrandosi di più sullo sviluppo delle applicazioni software e di meno sullo sviluppo dell'hardware del processore.

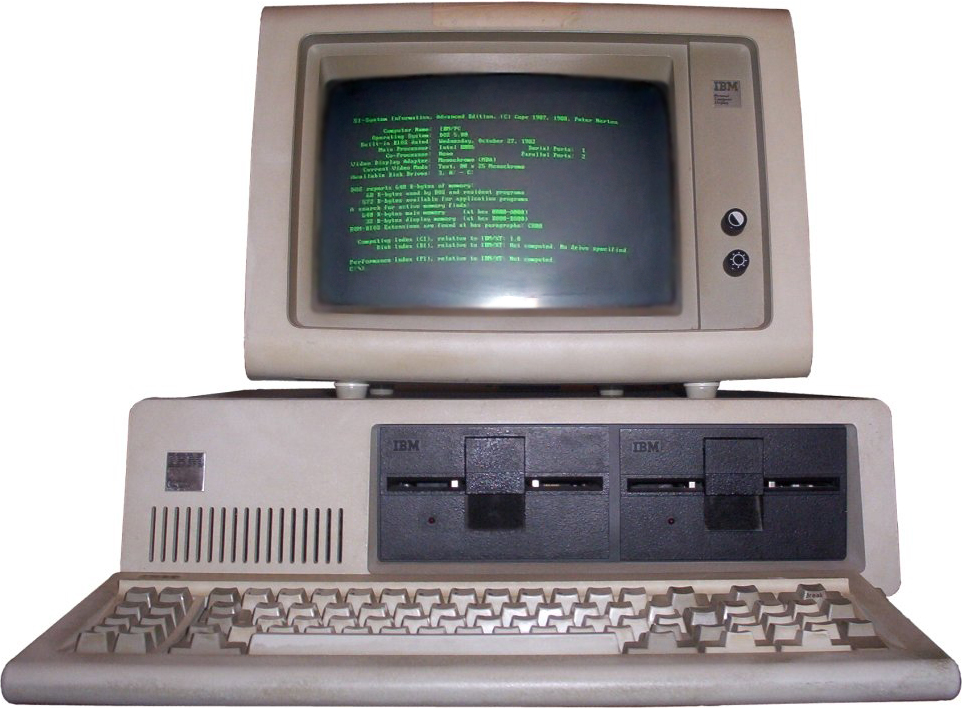
IBM PC 5150

Nel 1981 fece la sua comparsa nel mercato il primo di una serie di personal computer che divenne molto popolare: l'IBM 5150, meglio conosciuto come PC IBM. Il costo era ancora elevato (circa 3 000 dollari), la capacità di elaborazione bassa, la possibilità di gestire grosse quantità di dati era legata all'acquisto di costosissimi dischi rigidi, o unità a nastro magnetico esterne. D'altra parte era una macchina solida e affidabile, che godeva di assistenza tecnica ed era espandibile tramite un bus interno (caratteristica che solo l'Apple II all'epoca possedeva). Grazie al suo successo, il PC IBM divenne lo standard di fatto nell'industria del personal computer. Le industrie informatiche situate in Oriente (Taiwan, Singapore, etc.) si misero subito al lavoro per clonare (duplicare) questa macchina (operazione possibile perché IBM forniva assieme al PC anche gli schemi elettrici, ed il listato del sistema operativo era facilmente ottenibile, i componenti utilizzati, chip di memoria, processore, unità a disco erano «standard» e disponibili per tutti). In pochi anni il mondo fu invaso da enormi quantità di PC clonati, dalle prestazioni sempre più avanzate e dai costi sempre più bassi.
Nel frattempo il 24 gennaio 1984 Apple presentò un'altra innovazione destinata a diffondersi su larga scala: il Macintosh, dotato di interfaccia grafica e di mouse di serie. Il Macintosh ottenne un ottimo successo di mercato, grazie al suo approccio user-friendly e alla facilità d'uso del suo sistema operativo, il Mac OS. L'interfaccia grafica (GUI) usava per la prima volta metafore facili da comprendere, quali il cestino, la scrivania, le finestre, gli appunti, aprendo finalmente l'uso del computer anche a persone con limitate conoscenze informatiche.
In seguito al successo del Macintosh, molte di queste caratteristiche furono mutuate dalla Microsoft nella creazione del proprio sistema operativo Windows, scatenando nel 1988 una battaglia sulla grafica delle interfacce utente: Apple accusò Microsoft di aver copiato elementi del sistema operativo Macintosh nel suo Windows 2.0. La controversia si concentrava su caratteristiche visive come le finestre sovrapposte, che Apple riteneva violassero i suoi diritti di copyright. Microsoft aveva avuto accesso ai prototipi del Macintosh nel 1984 per sviluppare software per la piattaforma Apple. Tuttavia, un accordo del 1985 tra le due aziende aveva concesso a Microsoft una licenza per utilizzare alcuni elementi dell'interfaccia grafica di Apple, un aspetto che diventò cruciale nel processo. Quando Apple portò il caso in tribunale, gran parte delle accuse furono respinte perché coperte dall'accordo del 1985 o perché le caratteristiche contestate non erano proteggibili da copyright secondo il principio della "merger doctrine", che stabilisce che le idee non possono essere protette da copyright. La disputa legale terminò definitivamente nel 1995, quando la Corte Suprema degli Stati Uniti rifiutò di riesaminare il caso, confermando la vittoria di Microsoft. Questo risultato permise a Microsoft di consolidare il dominio del suo sistema operativo Windows, mentre Apple affrontava difficoltà significative fino al ritorno di Steve Jobs nel 1997. La controversia è ricordata come una pietra miliare nell'industria tecnologica, evidenziando l'importanza degli accordi di licenza e la complessità delle leggi sul copyright applicate alla tecnologia emergente.

## Descrizione

### Accezione e significato del termine
L'espressione, introdotta negli anni settanta, è usata per indicare un computer destinato all'utilizzo da parte di un singolo utente in contrapposizione ai mainframe o ai minicomputer multiutente all'epoca già molto diffusi nelle grandi aziende. In questo senso il termine indica tutto il segmento di mercato, indipendentemente dal marchio. Dalla metà degli anni ottanta, a causa della grande diffusione dell'IBM Personal Computer, tale termine viene spesso usato come sinonimo di computer "compatibile IBM" con sistema operativo Windows, in contrapposizione a Macintosh o ad altre piattaforme. Dalla metà degli anni novanta viene anche utilizzato in contrapposizione a server (si noti che spesso anche i server oggigiorno sono "compatibili IBM").
Il progressivo appiattimento tecnologico, inteso come avvicinamento delle caratteristiche prestazionali dei personal computer nei confronti dei server e dei mini computer, rendono spesso difficile la collocazione di un elaboratore elettronico all'interno delle canoniche classificazioni (home computer, personal computer, workstation, server, mini computer, mainframe, super computer). Ciò che differenzia un personal computer da un server o da un'avanzata console per videogiochi a volte è solo la diversa destinazione d'uso o il software installato. L'architettura dei personal computer è divenuta in grado di essere scalabile, ove necessario, e raggruppabile in cluster permettendo di raggiungere funzionalità e prestazioni simili a sistemi mainframe e supercomputer. Con la stessa flessibilità, un personal computer opportunamente programmato può sostituire sistemi embedded progettati per applicazioni specifiche. I personal computer sono inoltre parte integrante dei più moderni impianti automatizzati a ogni livello nel settore industriale, medicale, utilities e servizi, sostituendo la maggior parte dell'elettronica sviluppata in modo verticale.

### Caratteristiche

Componenti fisiche di un PC: 1. schermo; 2. scheda madre; 3. CPU; 4. Interfaccia ATA; 5. RAM; 6. Slot di espansione; 7. Alimentatore; 8. Lettore DVD; 9. HD; 10. Tastiera; 11. Mouse

Un personal computer si distingue per alcune caratteristiche fondamentali:
- Componenti hardware:
  - Processore (CPU): il "cervello" del PC, gestisce tutte le operazioni principali. È costituito da unità logiche e aritmetiche (ALU) e unità di controllo (CU) per elaborare i dati.
  - Memoria RAM: immagazzina temporaneamente dati e programmi in uso, influenzando la velocità complessiva del sistema.
  - Disco di archiviazione: può essere un HDD (Hard Disk Drive) o un SSD (Solid State Drive). Gli SSD sono più veloci e resistenti, mentre gli HDD offrono maggiore capacità a un costo inferiore.
  - Periferiche di input/output: includono tastiera, mouse, monitor e dispositivi esterni come stampanti o scanner.
  - Scheda madre e alimentatore: garantiscono l’interconnessione e il funzionamento delle componenti.

- Sistema operativo e software:
  - I PC utilizzano sistemi operativi come Windows, macOS o Linux per gestire risorse hardware e software, rendendoli accessibili agli utenti. Possono eseguire software specifici per la produttività, l'intrattenimento e lo sviluppo.

- Portabilità e tipologia:
  - I PC possono essere desktop (fissi) o portatili (notebook/laptop), con i portatili che offrono maggiore mobilità grazie alla batteria integrata e a componenti ottimizzati per il risparmio energetico.

- Connettività:
  - I PC moderni sono dotati di connettività Wi-Fi, Bluetooth e porte per collegare periferiche esterne o accedere a reti e Internet.

### Utilizzo
Il personal computer è un dispositivo utilizzato in una vasta gamma di contesti per scopi personali, professionali e ricreativi. Ecco alcune delle principali applicazioni:
- Utilizzo personale e domestico
  - Intrattenimento: Guardare film, ascoltare musica, navigare su internet e giocare ai videogiochi.
  - Comunicazione: Videochiamate, messaggistica istantanea e gestione di email.
  - Gestione documenti: Creazione e modifica di documenti, fogli di calcolo e presentazioni.

- Utilizzo professionale
  - Produzione multimediale: Editing di video, audio e immagini per scopi creativi o commerciali.
  - Analisi dati: Elaborazione di dati complessi in campi come la finanza e la ricerca.
  - Automazione d’ufficio: Software di gestione aziendale, contabilità e CRM.

- Utilizzo didattico
  - E-learning: Accesso a piattaforme educative, lezioni online e materiali didattici.
  - Programmazione: Sviluppo software e simulazioni di processi tecnici o scientifici.

- Tecnologie collegate
  - I PC supportano dispositivi periferici come webcam per videoconferenze, scanner per digitalizzare documenti, e stampanti per produrre copie fisiche. Monitor avanzati e interfacce grafiche rendono il loro utilizzo più intuitivo e versatile.

## Tipologia

### Desktop

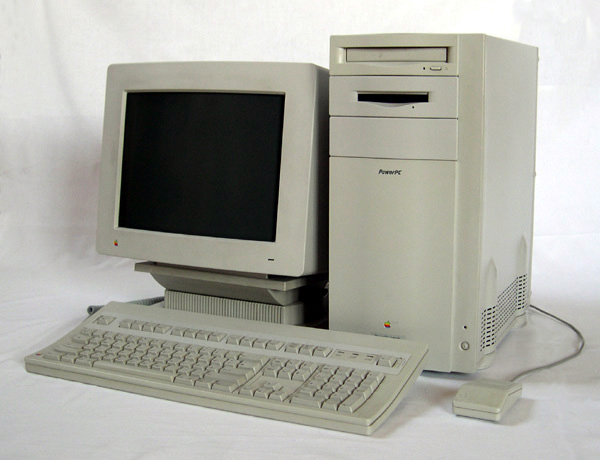
Esempio di Desktop computer con case tower, monitor e tastiera

Un desktop computer è un personal computer destinato a essere usato esclusivamente in un posto fisso. Il desktop è caratterizzato da una notevole espandibilità e modularità e da prestazioni quasi sempre superiori rispetto ad un comune computer portatile.

#### Desktop a unità singola

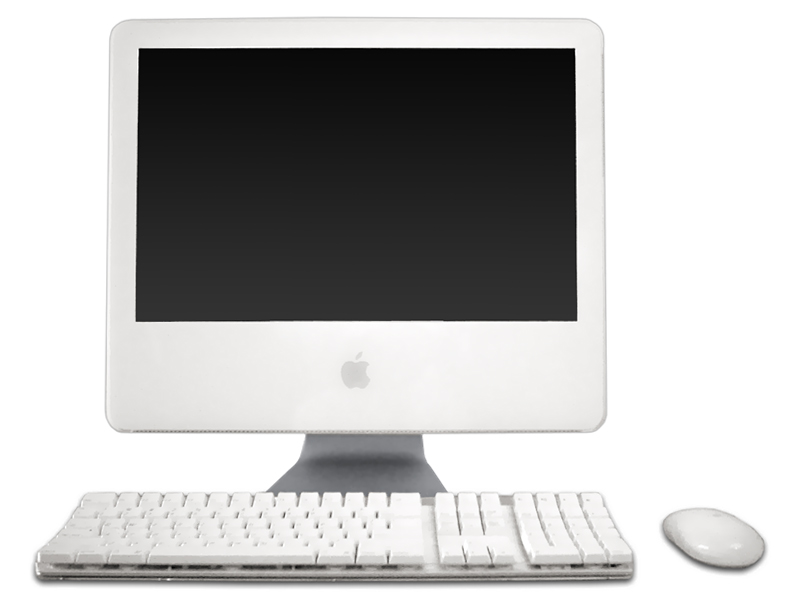
Un modello di iMac della Apple, uno dei più noti Computer Desktop all-in-one

Un desktop a unità singola, noto come all-in-one (AIO), è un tipo di computer che integra il monitor e i componenti hardware principali (processore, memoria, scheda grafica, ecc.) in un unico dispositivo compatto. Questa configurazione elimina la necessità di una torre separata e riduce il numero di cavi, offrendo un design elegante e salvaspazio, particolarmente adatto per ambienti domestici o uffici con spazio limitato. Gli AIO sono facili da configurare e spesso includono funzionalità come webcam integrate, touchscreen e altoparlanti. Sono ideali per attività di produttività e intrattenimento, anche se la possibilità di aggiornare i componenti è generalmente più limitata rispetto ai desktop tradizionali. Modelli avanzati possono supportare operazioni intensive come il fotoritocco o il gaming leggero, grazie a processori potenti e schede grafiche dedicate. Tuttavia, rispetto ai desktop tradizionali, sono meno flessibili in termini di personalizzazione e solitamente più costosi.

#### Nettop
Un nettop computer è un tipo di computer desktop compatto, progettato per occupare poco spazio e consumare meno energia rispetto ai tradizionali PC desktop. Solitamente, i nettops sono pensati per eseguire attività di base come la navigazione web, la gestione di documenti, la riproduzione multimediale e altre applicazioni leggere.

#### NUC
Next Unit of Computing (abbreviato in NUC) è un mini PC compatto progettato principalmente da Intel. Questi dispositivi si distinguono per la loro versatilità e le dimensioni ridotte, che di solito si aggirano intorno a 4x4 pollici. Nonostante la loro compattezza, offrono prestazioni potenti e configurabilità, rendendoli ideali per una varietà di applicazioni, da centri multimediali domestici a soluzioni aziendali. Le caratteristiche principali sono dimensioni ridotte e portabilità, personalizzabilità, connettività completa, efficienza energetica e prestazioni solide. Sono utilizzati in diversi scenari, tra cui: Home Entertainment, gaming leggero e VR e uso aziendale. I sistemi operativi supportati sono quelli per architettura x86 e x86-64 compatibili UEFI, come Microsoft Windows e la maggior parte delle distribuzioni Linux.

### Home theater
Un Home Theater Personal Computer (HTPC) è un computer progettato per essere utilizzato come componente principale di un sistema di intrattenimento domestico. Combina le funzionalità di un computer tradizionale con quelle di un lettore multimediale, consentendo agli utenti di riprodurre contenuti audio, video e di gestire altre funzioni multimediali direttamente sul proprio televisore o sistema audio.

### Portatile

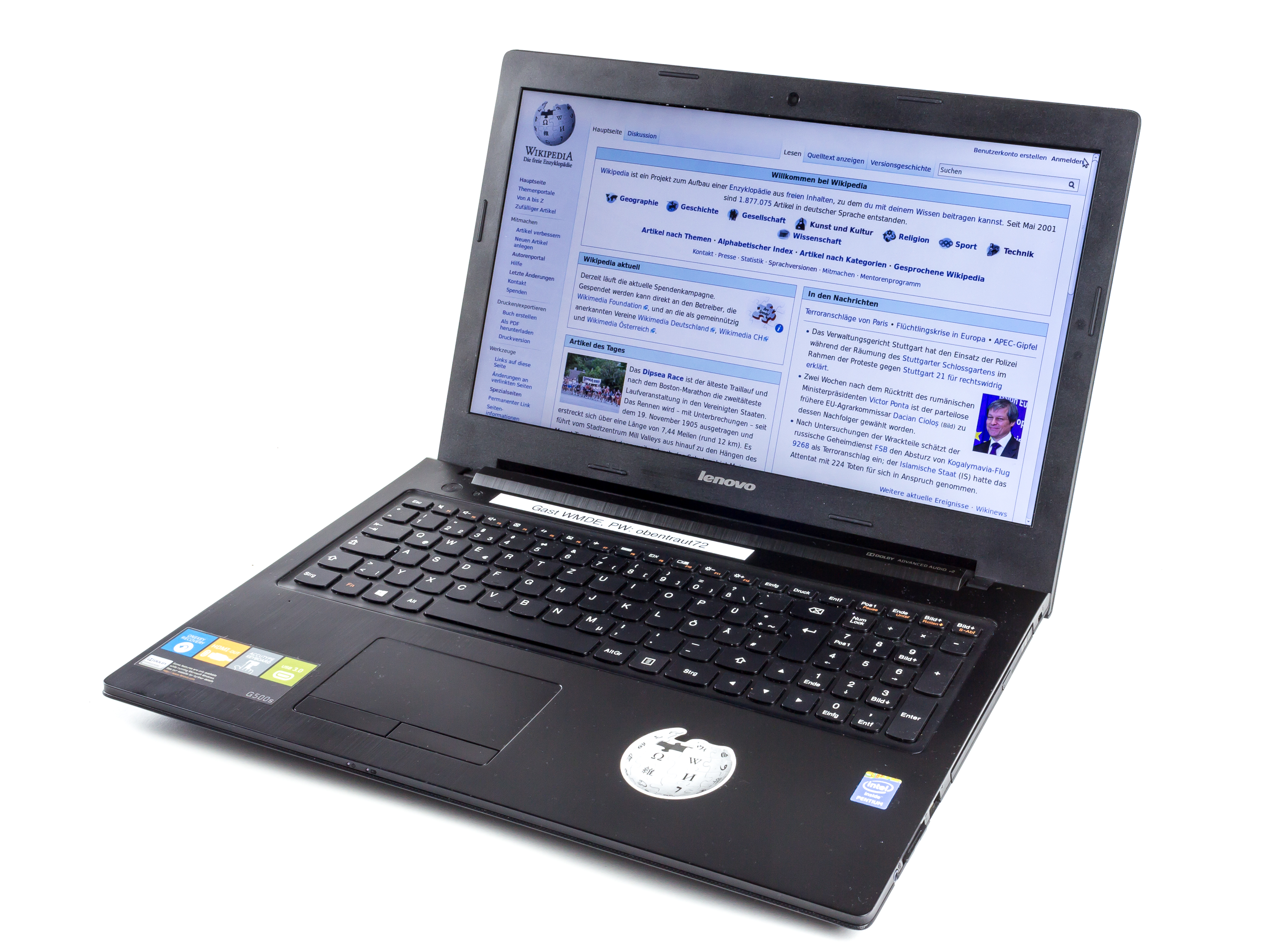
Un computer portatile

Un computer portatile, o laptop, è un dispositivo informatico progettato per essere trasportabile, integrando in un'unica unità schermo, tastiera, trackpad o touchpad, processore (CPU), memoria (RAM), spazio di archiviazione e batteria. Questo design compatto consente di utilizzare il laptop senza essere collegati a una presa di corrente, grazie alla batteria ricaricabile integrata. I laptop sono ideali per utenti in movimento, offrendo funzionalità paragonabili a quelle di un computer desktop, come navigare in Internet, creare documenti e persino gestire attività più complesse come la modifica di video o il gaming leggero. Tuttavia, rispetto ai desktop, presentano limiti per l'aggiornamento, poiché molti componenti sono saldati alla scheda madre. Con una gamma di connettività, come porte USB, HDMI, Wi-Fi e Bluetooth, i laptop si adattano a numerose esigenze, bilanciando potenza e portabilità. Le loro dimensioni dello schermo variano tipicamente tra 11 e 17 pollici, con opzioni per display touch in alcuni modelli.

#### Palmare, palmtop o PDA
Il computer palmare, o PDA (Personal Digital Assistant), è un dispositivo compatto progettato per essere tenuto in una mano e dotato di touch screen. Nato come agenda elettronica negli anni '80, offriva funzioni base come orologio, calcolatrice, calendario, rubrica e gestione di note. Il primo modello significativo fu l'Organizer II di Psion nel 1986. Con il tempo, i palmari hanno acquisito funzioni più avanzate, ma sono stati definitivamente sostituiti dagli smartphone alla fine degli anni 2000, grazie alla loro connettività internet e funzionalità superiori.

#### Subnotebook

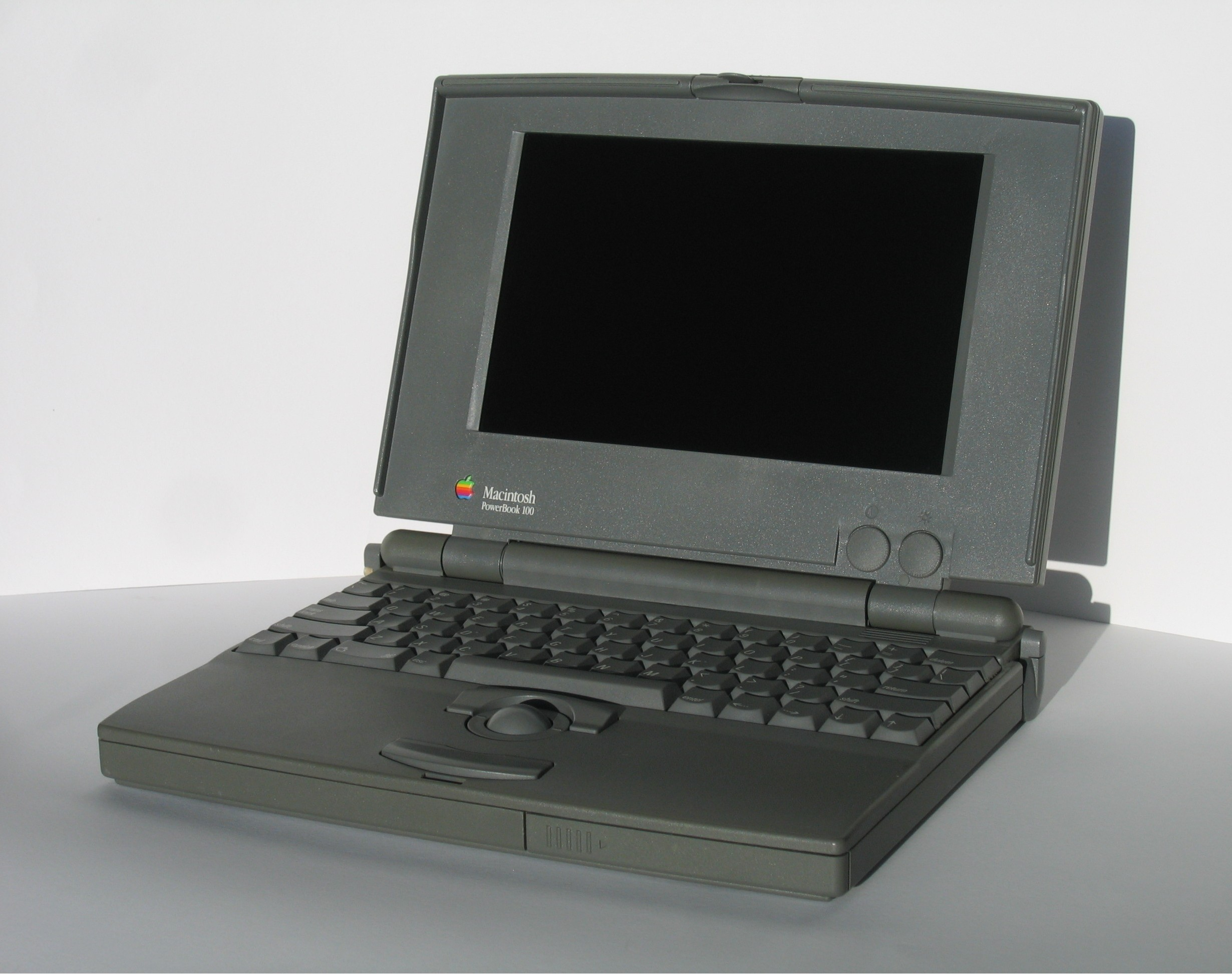
Un subnotebook

Il mini-portatile, noto anche come mininotebook, subnotebook o netbook, è un computer portatile compatto e leggero, progettato per offrire le funzioni essenziali di un laptop, ma con dimensioni e peso ridotti.

#### Tablet

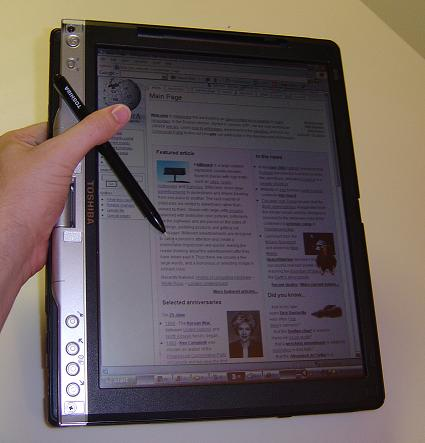
Un tablet PC

Un tablet PC è un dispositivo informatico portatile caratterizzato da un design compatto che integra uno schermo touch screen e, spesso, funzionalità avanzate per l’interazione digitale. Questi dispositivi offrono una combinazione di portabilità, prestazioni e versatilità, adattandosi sia a scopi personali che professionali. I tablet moderni sono dotati di schermi ad alta risoluzione, processori avanzati, e supporto per periferiche come penne digitali e tastiere staccabili. Offrono una lunga durata della batteria e connettività versatile (Wi-Fi, Bluetooth, 5G). Grazie alla loro flessibilità, sono utilizzati per attività di creatività, produttività, intrattenimento e persino gaming.

### Workstation
Una workstation (in italiano stazione di lavoro) è un tipo di computer progettato per un singolo utente, pensato principalmente per lavori professionali che richiedono elevate prestazioni. Di solito si presenta come un desktop e viene utilizzata in ambiti che necessitano di grande potenza di calcolo, come progettazione CAD, ricerca scientifica, produzione audio/video e simulazioni ingegneristiche. È più potente di un normale computer domestico o da ufficio.

## Principali produttori di personal computer
- Acer
- Apple
- ASUS
- Dell
- EMachines
- Fujitsu
- Hewlett-Packard (HP)
- Huawei
- IBM
- Lenovo
- LG
- Micro-Star International
- Microsoft
- Olidata
- Olivetti
- Packard Bell
- Samsung
- Toshiba
- VAIO